# امرالد، کوئینزلند
امرالد (به انگلیسی: Emerald) یک شهرک در استرالیا است که در Central Highlands Region واقع شده‌است.